# 希萊辛湖
52°23′16″N 18°19′42″E / 52.38778°N 18.32833°E

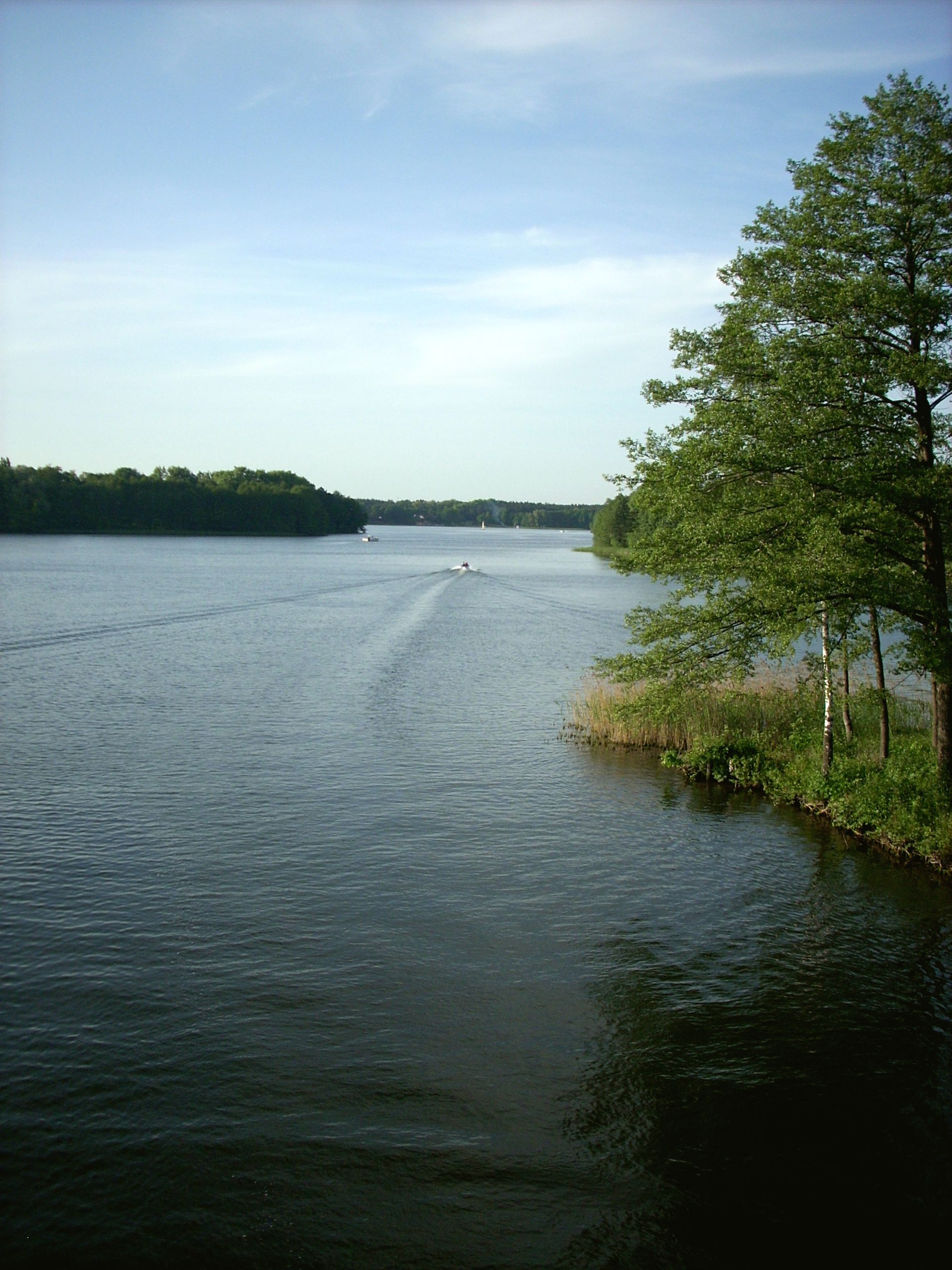

希萊辛湖是波蘭的湖泊，位於該國中西部大波蘭省，處於科寧縣，長4.4公里、寬0.6公里，面積1.5平方公里，最大水深26米，該湖有草魚、鰱魚和鱅魚棲息。